# Jackie (serial telewizyjny)
Jackie / Kobieta o imieniu Jackie (oryg. A Woman Named Jackie) – amerykański 3-odcinkowy miniserial biograficzny w reżyserii Larry’ego Peerce’a. Serial opowiada losy Jacqueline Kennedy Onasis.

## Nagrody
Serial został nagrodzony Nagrodą Emmy w kategorii Najlepszy miniserial oraz został nominowany do tej nagrody w kategorii Najlepsze kostiumy.

## Fabuła
Serial opowiada historię życia Jacqueline Kennedy Onasis, żony 35 prezydenta Stanów Zjednoczonych Johna Kennedy’ego. W serialu przedstawione jest dzieciństwo Jackie Kennedy, praca po ukończeniu college’u, wspólne życie z prezydentem Kennedym oraz greckim arystokratą Aristotelesem Onassisem.

## Spis odcinków
- A Woman Named Jackie, Part 1: The Bouvier Years
- A Woman Named Jackie, Part 2: The Kennedy Years
- A Woman Named Jackie, Part 3: The Onassis Years

## Obsada
| Aktor                 | Rola                       |
| --------------------- | -------------------------- |
| Roma Downey           | Jacqueline Kennedy Onasis  |
| Stephen Colins        | John Fitzgerald Kennedy    |
| William Devane        | John Vernou ,,Black Jack'' |
| Joss Ackland          | Asristoteles Onassis       |
| Wendy Hughes          | Janet Lee Bouvier          |
| Ashley Crowe          | Lee Bouvier Radziwił       |
| Andrew Buckley        | John Fitzgerald Kennedy Jr |
| Nadia Dajani          | Christina Onnassis         |
| Sarah Michelle Gellar | nastoletnia Jackie         |
| Josef Sommer          | Joseph Kennedy Sr          |

Źródło: